# کیتا کانموتو
کیتا کانموتو (ژاپنی: 金本 圭太؛ زادهٔ ۱۳ ژوئیهٔ ۱۹۷۷) یک بازیکن فوتبال اهل ژاپن است.
از باشگاه‌هایی که در آن بازی کرده‌است می‌توان به باشگاه فوتبال سانفریس هیروشیما و باشگاه فوتبال اوئیتا ترینیتا اشاره کرد.